# هوبرت دیویس
هوبرت دیویس (انگلیسی: Hubert Davis؛ زادهٔ ۱۷ مهٔ ۱۹۷۰) بازیکن بسکتبال اهل ایالات متحده آمریکا است.
از باشگاه‌هایی که در آن بازی کرده‌است می‌توان به تورنتو رپترز، نیویورک نیکس، دالاس ماوریکس، واشینگتن ویزاردز، بروکلین نتس، و دیترویت پیستونز اشاره کرد.
وی در مسابقات کشوری و بین‌المللی در مجموع برندهٔ ۱ مدال طلا شده‌است.